# Alahor in Granata
Alahor in Granata és una opera seria en dos actes de Gaetano Donizetti, amb llibret signat amb les sigles M.A. i atribuït a Andrea Monteleone, basat en Gonzalve de Cordoue, ou Granade reconquise de Jean-Pierre Claris de Florian (1793). S'estrenà al Teatro Carolino de Palerm el 7 de gener de 1826.
L'estrena va obtenir un gran èxit de crítica i públic, però no va arribar a fer-se popular en cap moment les melodies belles que conté foren aprofitades per Donizetti en obres posteriors (sobretot a L'elisir d'amore). La partitura es va perdre, i fou redescoberta a finals del 1900. La primera producció contemporània va ser a Sevilla el 1998 (disponible en DVD), sota la direcció del català Josep Pons.

## Enregistraments
- Josep Pons dirigint l'Orquestra Ciudad de Granada, amb Juan Diego Flórez, Patrizia Pace, Ruben Amoretti, Simone Alaimo, Soraya Chaves, Vivica Genaux, Cor de la Asociación de Amigos del Teatro de la Maestranza. 1999 (Almaviva)